# 四氟化锎
四氟化锎是锎的一种氟化物，化学式 CfF4，其中锎的氧化态为+4。

## 制备
四氟化锎可以由三氧化二锎 Cf2O3 和氟气在 400 °C 下反应而成：
{\displaystyle {\ce {2\ Cf_{2}O_{3}\ +\ 8\ F_{2}\ \xrightarrow {400\ ^{\circ }C} \ 4\ CfF_{4}\ +\ 3\ O_{2}}}}
它也可以由四氟化锫-249 (249BkF4)的β衰变而成。

## 性质
四氟化锎是一种离子化合物，由 Cf4+和 F−组成。它是单斜晶系的，空间群 C2/c (No. 15)。它的晶体结构和四氟化铀一样。
四氟化锎分解产生三氟化锎，放出氟气：
{\displaystyle {\ce {2 CfF4 ->[\Delta T] 2 CfF3 + F2}}}

## 扩展阅读
- Richard G. Haire: Californium （页面存档备份，存于）, in: Lester R. Morss, Norman M. Edelstein, Jean Fuger (Hrsg.): The Chemistry of the Actinide and Transactinide Elements, Springer, Dordrecht 2006; ISBN 1-4020-3555-1, S. 1499–1576 (doi:10.1007/1-4020-3598-5_11).